# Tristan Bowen
Tristan Bowen est un footballeur américain né le 30 janvier 1991 à Van Nuys à Los Angeles. Il évolue au poste d'attaquant avec les Sounders de Seattle en MLS.

## Palmarès
- MLS Supporters' Shield : 2010